# Kurt Möhring
Kurt Möhring (3 de enero de 1900 - 18 de diciembre de 1944) fue un general en la Wehrmacht de la Alemania Nazi durante la II Guerra Mundial. Fue condecorado con la Cruz de Caballero de la Cruz de Hierro. Möhring murió en combate el 18 de diciembre de 1944 en Befort, Luxemburgo, durante la batalla de las Ardenas.

## Condecoraciones
- Cruz de Caballero de la Cruz de Hierro el 18 de julio de 1943 como Oberst y comandante del Grenadier-Regiment 82[1]